# Stazione di Villaguardia
Stazione di Villaguardia 1966-ban bezárt vasútállomás Olaszországban, Lombardia régióban, Villa Guardia településen.

## Vasútvonalak
Az állomást az alábbi vasútvonalak érintették:
- Como–Varese-vasútvonal

## Kapcsolódó állomások
A vasútállomáshoz az alábbi állomások vannak a legközelebb:
- Stazione di Lurate Caccivio
- Stazione di Grandate-Breccia